# A Time for Dancing
(Sam, dal film)
A Time for Dancing è un film del 2000 tratto dall'omonimo romanzo di Davida Wills Hurwin, ispirato a sua volta da una storia vera. Il film è uscito al cinema in anteprima mondiale in Italia il 6 settembre del 2002 ed è rimasto l'unico paese in cui questo film ha avuto questa possibilità. Inoltre la distribuzione italiana, la Eagle Pictures, lo presentò come un clone di Save The Last Dance, che pure aveva distribuito giusto un anno prima con gran successo, anche se questo film è totalmente distante per contenuti. Negli Stati Uniti, ma solo nel 2004, e nel Regno Unito è stato distribuito direttamente in DVD.

## Trama
Jules insieme alla sua amica del cuore Sam balla fin da quando era una bimba. Ed è proprio questo che vuole continuare a fare, ballare, e sopra ogni cosa entrare alla famosa Juilliard School di New York. Un talento innato, una ferrea disciplina, i precetti della sua insegnante di sempre e quelli dettati dal film Scarpette rosse sembrano aver segnato indelebilmente il cammino di Jules. Ma la sorte le riserva un destino inatteso e ben più tragico: l'esame fisico di routine necessario per partecipare al concorso della Julliard le diagnostica un tumore incurabile. Inizia così un nuovo, difficoltoso capitolo della sua vita, fatto di chemioterapia, confronto e paure. Mentre le cure che è costretta ad affrontare le consumano piano piano le forze, Jules si avvicina alla propria dimensione intima lasciando che la nozione di tempo acquisisca un nuovo e più profondo significato. Le resta accanto Sam, ombra amica di sempre, introversa e malinconica che attraverso le vicissitudini dell'amica riuscirà a intravedere e risolvere i suoi contrasti personali.

## Colonna sonora
Ecco la lista completa dei brani che si ascoltano durante il film.
- Mariah Carey - I still believe
- Anastasia Barzee - Simple Gifts (durante i titoli di testa)
- Kevon Edmonds - Baby Come To Me
- Gran Torino - Moments With You
- Terry Radigan - So What
- Sprung Monkey - Unexpected
- Alison David and The Black Science Orchestra - Sunshine
- Heather Small - Proud (durante il provino di Jules per la "Julliard")
- Ocean Colour Scene - Up On The Downside
- The KGB - Plastic Soul
- Omega - Peace and Harmony
- Mint Royale - Show Me
- Mest - Girl For Tonight
- Barbara Weathers - Where Did Our Love Go
- Sylk 130 feat. Alma Horton - Happiness
- The Bouncing Souls - Kate Is Great
- Stephanie Bennett - The Water Planet
- Ronnie Earl & Friends - Wayward Angel
- Loni Rose - Let Me Go Back (durante la scena in cui Jules esce da scuola e si sdraia su un prato a guardare il paesaggio)
- Nina Gordon - Tonight And The Rest Of My Life (durante la scena in cui Jules ed Eli fanno l'amore)
- Jill Scott - It's Love
- Bachelor Girl - Permission To Shine
- Me'Shell Ndegeocello - Fool Of Me
- Gloria Gaynor - I Am What I Am (nella versione italiana, durante il provino di Sam alla fine del film)
- Elisa - Dancing (nella versione italiana, durante la terza seduta di chemioterapia di Jules e nella scena finale in cui Sam legge sul suo diario di come è morta Jules)
- Elisa - Time (nella versione italiana, durante i crediti finali)

Un altro brano che viene ascoltato più volte durante il film è una versione cover di One Day In Your Life originariamente eseguita da Anastacia.

## Differenze tra il libro e il film
- Nel film Jules scopre di avere un tumore dopo essersi sottoposta dei controlli medici per  scuola di danza, nel libro, dopo un forte dolore alla gamba, decide di consultare molti dottori fino a che la Dott.ssa Connor scopre la natura del malessere.

- Nel film Jules lascia il fidanzato per potersi concentrare sulla danza. Nel libro è lui a lasciare lei prima della scoperta del tumore per mettersi con un'altra ragazza.

- Nel libro Sam e il suo ragazzo si lasciano perché quest'ultimo suggerisce a Sam di troncare i rapporti di amicizia con Jules perché secondo lui non le fa bene essere amica di una persona malata.

- Nel film Jules ha un fratello, nel libro ha una sorellina.

- Nel film Jules decide di interrompere le cure perché sono troppo pesanti. Nel libro decide di smettere la chemio per provare la terapia olistica che all'inizio sembra farla star meglio, anche se successivamente il tumore peggiora e decide di riprendere le cure convenzionali.

- Nel libro la Juilliard non è mai menzionata.

- Nel libro Sam e la madre non hanno un vero e proprio rappacificamento.

- Nel libro Sam non lavora.